# NGC 2207
NGC 2207 is een spiraalvormig sterrenstelsel in het sterrenbeeld Grote Hond. Het hemelobject ligt 144 miljoen lichtjaar (44 × 106 parsec) van de Aarde verwijderd en werd op 24 januari 1835 ontdekt door de Britse astronoom John Herschel. NGC 2207 trekt door diens zwaartekracht het nabijgelegen sterrenstelsel IC 2163 aan. Zij zullen binnen enkele miljarden jaren volledig met elkaar zijn versmolten.

## Synoniemen
- GC 1393
- IRAS 06142-2121
- ESO 556-8
- h 3032
- MCG -4-15-20
- PGC 18749
- UGCA 124